# Resolução 176 do Conselho de Segurança das Nações Unidas
Resolução 176 do Conselho de Segurança das Nações Unidas, foi aprovada em 4 de outubro de 1962, após análise do pedido da República Democrática e Popular da Argélia para ser membro da Organização das Nações Unidas, o Conselho recomendou à Assembleia Geral que a Argélia deve ser admitido.
Foi aprovada com 10 votos, e uma abstenção da República da China.